# 多摩電子工業
多摩電子工業株式会社（たまでんしこうぎょう、英語名：TAMA ELECTRONICS INDUSTRY CORP.）は神奈川県川崎市に本社を置く昭和51年（1976年）創業のモバイル周辺機器メーカー。

## 概要
会社設立時はカー用品販売会社の商品開発とOEM生産を行っていたが、携帯電話の普及に合わせ、国内初の電池式携帯電話用充電器を開発、発売し特許を取得。以降、各種携帯電話・スマートフォン用充電器の開発・生産・販売を本格的に開始する。コンビニエンスストアでのシェアはトップランク。平成25年（2013年）、主に営業、販売のパートナー企業であった株式会社アリスティと合併。コーポレートロゴは「tama's(タマズ）」。

## 沿革
- 1976年（昭和51年）
  - 3月 - 多摩電子工業株式会社を設立（東京都世田谷区）
- 1979年（昭和54年）
  - 4月 - 東京都稲城市に社屋を移転
- 1997年（平成9年）
  - 4月 - 電池式携帯電話用充電器の特許を取得する、併せて各種携帯電話用充電器の開発・生産・販売を始める。
  - 11月 - 「ING」をブランドとして販売を開始する。主な販路として、コンビニエンスストア、家電量販店、ホームセンター。
- 1999年（平成11年）
  - 4月 - 東京都町田市に社屋を移転。
- 2002年（平成14年）
  - 11月 - 中国・江蘇省蘇州市に自社工場　多摩電子（蘇州）有限公司を設立。
- 2010年（平成22年）
  - 3月 - 中国・広東省東莞市に自社工場　多摩電子（東莞）有限公司を設立。10月 東莞工場が国際品質規格ISO9001および国際環境規格ISO14001認定。
- 2011年（平成23年）
  - 1月 - 蘇州工場が国際品質規格ISO9001。4月 同じく国際環境規格ISO14001認定。
- 2013年（平成25年）
  - 4月 - 多摩電子工業株式会社と営業、販売のパートナー企業であった株式会社アリスティが合併。東京都台東区浅草橋に東京オフィス開設、大阪営業所を大阪オフィスに、名古屋出張所を名古屋オフィスと改名、併せて福岡県博多区に福岡オフィスを開設する。
  - 9月 - 上記に伴い、コーポレートロゴ、シンボルマークを刷新する。合併会社である株式会社アリスティの頭文字Aを従来使用していた「ING」に加え、「AxinG（アクシング）」を新ブランドとして販売を開始。
  - 11月 - 神奈川県相模原市に物流センターを設立。神奈川県川崎市麻生区に本社を移転。本社は多摩ニュータウンに隣接の工業団地「かわさきマイコンシティ」に立地する。
- 2016年（平成28年）
  - 2月 - 中国・江蘇省蘇州市に自社工場である蘇州多摩塑料制品有限公司を設立。中国内3拠点目。
- 2017年（平成30年）
  - 4月 - 埼玉県行田市に行田物流センターを設立。
- 2020年（令和2年）
  - 1月 - 蘇州多摩塑料制品有限公司が国際品質規格ISO9001認定工場取得、同じく国際環境規格ISO14001認定工場取得。
- 2021年（令和3年）
  - 11月 - 代表取締役 執行役員社長として長谷川智之が就任

## 主な製品
- モバイルバッテリー（携帯・スマートフォン）
- ポータブル電源
- AC / DC ケーブルタイプ充電器
- Bluetooth機器
- スマートフォン用周辺機器
- モバイルアクセサリ
- FMトランスミッター
- ヘッドホン
- サングラス、老眼鏡、PC用メガネ

## テレビCM
2018年10月よりタレントの出川哲朗を起用したモバイルバッテリー商品のCMを放映している。また同月より出川がMCの紀行バラエティ番組『出川哲朗の充電させてもらえませんか?』（テレビ東京）の提供スポンサーの1社として名を連ねている。